# Castellers de Gavà
La Colla Castellera de Gavà són una colla castellera a Gavà, al Baix Llobregat, que va començar a actuar a plaça l'any 1994 i que prenia el relleu dels desapareguts Xiquets de l'Eramprunyà, fundada el 1947 al mateix poble i dissolta el 1950, i dels posteriors Xiquets de Gavà, fundats l'any 1960 i dissolts dos anys després.

## Història

### Primera etapa (1994–2004)

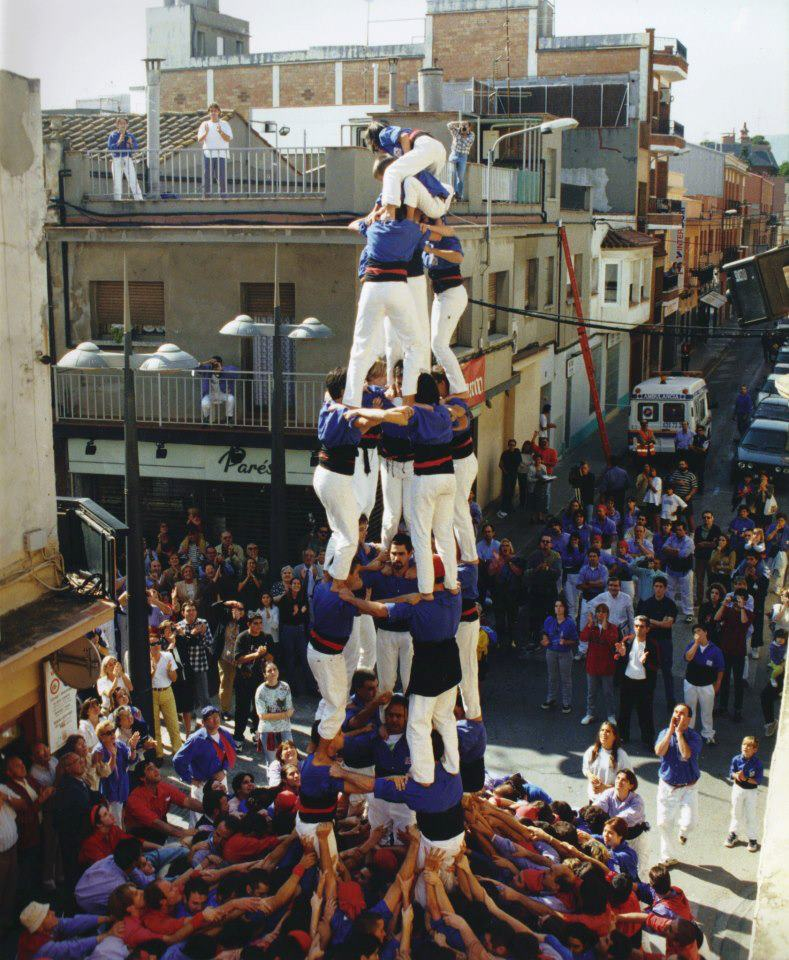
5 de 7 a la Diada dels Castellers de Gavà (11/10/1998)

Els Castellers de Gavà van fundar-se durant l'anomenat 'boom' casteller dels anys 1990, en què van aparèixer moltes colles al Baix Llobregat i a zones castelleres no tradicionals. El 1994 es van fundar els Castellers de Gavà, l'any següent descarregaven el seu primer castell de set, el 4 de 7, el 4 de novembre durant les Vigílies de la Diada dels Castellers de Cornellà. El 17 de maig de 1997, a Montcada i Reixac, els Castellers de Gavà van reeixir una primera clàssica de set, en descarregar per primer cop el 3 de 7. Van ampliar llur repertori casteller els anys següents, assolint el primer 4 de 7 amb l'agulla l'any 1998 i el seu màxim, el 5 de 7.
El darrer 5 de 7 van descarregar-lo un any més tard també a la Diada, mentre que els últims castells de set que van reeixir el 4 de 7 i el 3 de 7 carregats a la VI Trobada de Colles Castelleres del Baix Llobregat, celebrada l'any 2000 a Sant Boi de Llobregat. La colla va perdre força, de manera que el 2003 només va poder fer el 2 de 6 i el 3 de 6 per la Diada. L'any següent només van fer un pilar de 4 i van decidir suspendre les activitats, sense dissoldre la colla.

### Refundació (2012–actualitat)
A la fi del 2012 van decidir reprendre l'activitat castellera, amb antics castellers de la colla i amb un grup de gent jove. aconseguint el 2016 a plaça la torre de 6, i en assaigs el pilar de 4 net. En 2017, en un accident durant el desmuntatge de la xarxa d’assaig dels Xiquets del Serrallo Jordi Calatayud que feia de baix a Castellers de Gavà va morir i Carles Artola, el president, va quedar greument ferit.
En 2020, a causa de la pandèmia de COVID-19 van aturar l'activitat de manera temporal.